# Antonino Sersale
Antonino Sersale (Sorrento, 25 de junho de 1702 - Nápoles, 24 de junho de 1775) foi um cardeal italiano do século XVIII.

## Biografia
Nasceu em Sorrento em 25 de junho de 1702. Segundo filho de Cesare Sersale, signore de Cápua, e Anna (Maria Antonia) Antinori, descendente de uma das principais famílias de Florença. Recebeu o nome de Antonino devido à grande veneração que sua mãe tinha por S. Antonino, arcebispo de Florença. Seu primeiro nome também está listado como Antonio.
Ele recebeu sua educação inicial em casa com Antonio Antinori, seu tio materno; depois entrou no Seminário de Nápoles, onde estudou filosofia e teologia; mais tarde, frequentou a Universidade de Nápoles, obtendo um doutorado in utroque iure, tanto em direito canônico quanto civil, em 2 de maio de 1743.
Recebeu o subdiaconato em 15 de abril de 1724; e o diaconato em 23 de setembro de 1724. Ordenado ao sacerdócio em 26 de maio de 1725.
Inscreveu-se entre os missionários da Congregação de S. Maria Regina degli Apostoli, dedicada à pregação, instrução e catequese do povo, tanto nas igrejas da capital como nas da província. Foi confessor assíduo na catedral de Sorrento. Decidindo ir a Nápoles continuar exercendo sua pregação, foi nomeado capelão da Real Capela do Tesouro de S. Gennaro. O cardeal Giuseppe Spinelli, arcebispo de Nápoles, nomeou-o cônego presbítero do cabido da catedral de Nápoles em 1741. Por sua grande fama de doutrina e zelo, foi destinado pela Sagrada Congregação da Propaganda Fide a conduzir as missões na cidade e reino de Nápoles; Antonino alcançou grande sucesso em seu cargo; entre os assistentes de sua pregação estava o rei Carlos III da Espanha. Nomeado arcebispo de Brindisi pelo rei Carlos III por proposta do cardeal Spinelli.
Eleito arcebispo de Brindisi, 9 de setembro de 1743. Consagrado em 29 de setembro de 1743, na Igreja de San Giovanni delle Monache, Nápoles, pelo cardeal Giuseppe Spinelli, arcebispo de Nápoles, auxiliado por Giulio Capece Scondito, bispo de Anglona-Tursi, e por Carmine Cioffi, bispo titular de Antaeopolis. Transferido para a sé metropolitana de Taranto, em 16 de novembro de 1750. Quando o cardeal Spinelli renunciou à sede de Nápoles para residir em Roma, o arcebispo Sersale foi transferido para a sé metropolitana de Nápoles em 11 de fevereiro de 1754.
Criado cardeal-presbítero no consistório de 22 de abril de 1754; recebeu o chapéu vermelho em 25 de abril de 1754; e o título de S. Pudenziana, a 20 de maio de 1754. Participou do conclave de 1758, que elegeu o Papa Clemente XIII, do conclave de 1769, que elegeu o Papa Clemente XIV, e do conclave de 1774-1775, que elegeu o Papa Pio VI. Logo após o conclave, ele voltou a Nápoles e adoeceu com problemas respiratórios e hidropisia.
Morreu em Nápoles em 24 de junho de 1775. Seu corpo foi exposto na catedral metropolitana de Nápoles, onde ocorreu o solene funeral. O falecido cardeal foi enterrado no túmulo dos arcebispos. Na nave transversal da catedral de Nápoles foi erguido em sua memória um monumento em mármore, da autoria de Giuseppe Sammartino.